# Partia dla Bośni i Hercegowiny
Partia dla Bośni i Hercegowiny (bośn. Stranka za Bosnu i Hercegovinu) – formalnie centrowa partia polityczna w Bośni i Hercegowinie. W skład partii wchodzą głównie muzułmanie, z nielicznymi niemuzułmanami w czołowych szeregach w celu sprawienia wrażenia, że partia jest wieloetniczna, jednak jej polityka jest zorientowana na Boszniaków i ma charakter nacjonalistyczny. W trakcie wyborów do Izby Reprezentantów w 2014 roku partia uzyskała 3 mandaty z wynikiem 3,3%, natomiast wynik 2,3% w 2018 roku nie zapewnił żadnego mandatu. Została założona w 1996 roku. Jej siedzibą jest Sarajewo.